# Брадли (окръг, Тенеси)
Окръг Брадли (на английски: Bradley County) е окръг в щата Тенеси, Съединени американски щати. Площта му е 860 km², а населението – 87 966 души (2000). Административен център е град Кливланд.